# Joseph Ier (roi de Portugal)
Pour les articles homonymes, voir Joseph Ier.
Joseph Ier de Portugal, le Réformateur, né le 6 juin 1714 à Lisbonne et mort le 24 février 1777 à Sintra, est roi de Portugal de 1750 à 1777.
Fils du roi Jean V de Portugal et Marie-Anne d'Autriche, on lui doit la modernisation de son pays aux plans économique et artistique , notamment avec l'aide de son Premier ministre, Sebastião José de Carvalho e Melo, marquis de Pombal, qu'il nomme au gouvernement en 1750 .

## Famille et jeunesse

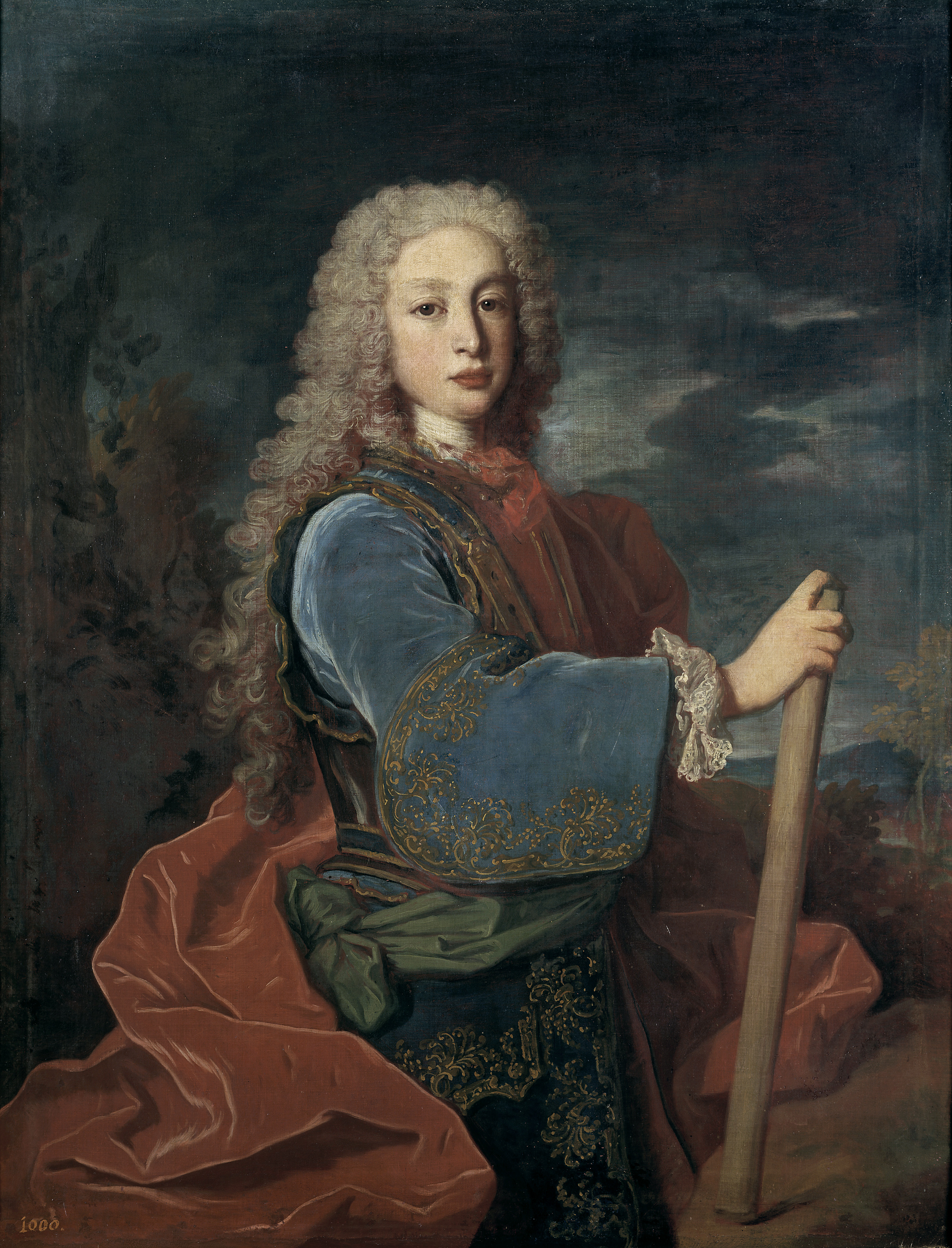
Le jeune infant Joseph de Bragance, alors prince du Brésil, par Jean Ranc, en 1729.

Joseph est le troisième enfant du roi Jean V et de son épouse la reine Marie-Anne d'Autriche. Il a pour aînés le prince Pierre du Brésil ainsi que l'infante Marie-Barbara, et sa naissance est suivie de trois frères cadets. Lorsque son frère Pierre meurt prématurément en 1714 à l'âge de deux ans, Joseph devient l'héritier du trône, et prend les titres de prince du Brésil et de duc de Bragance .
Il est marié le 19 janvier 1729 à l'infante Marie-Anne-Victoire d'Espagne, fille de Philippe V et de sa deuxième épouse Élisabeth Farnèse et qui a été la jeune fiancée du roi Louis XV avant d'être renvoyée de France. Ce mariage s'accompagne de celui de la sœur du prince, Marie-Barbara, avec le demi-frère de l'infante, le prince des Asturies et futur Ferdinand VI. On parle alors d'échange des princesses . Le couple royal portugais donne naissance à quatre filles et à plusieurs mort-nés.

## Règne

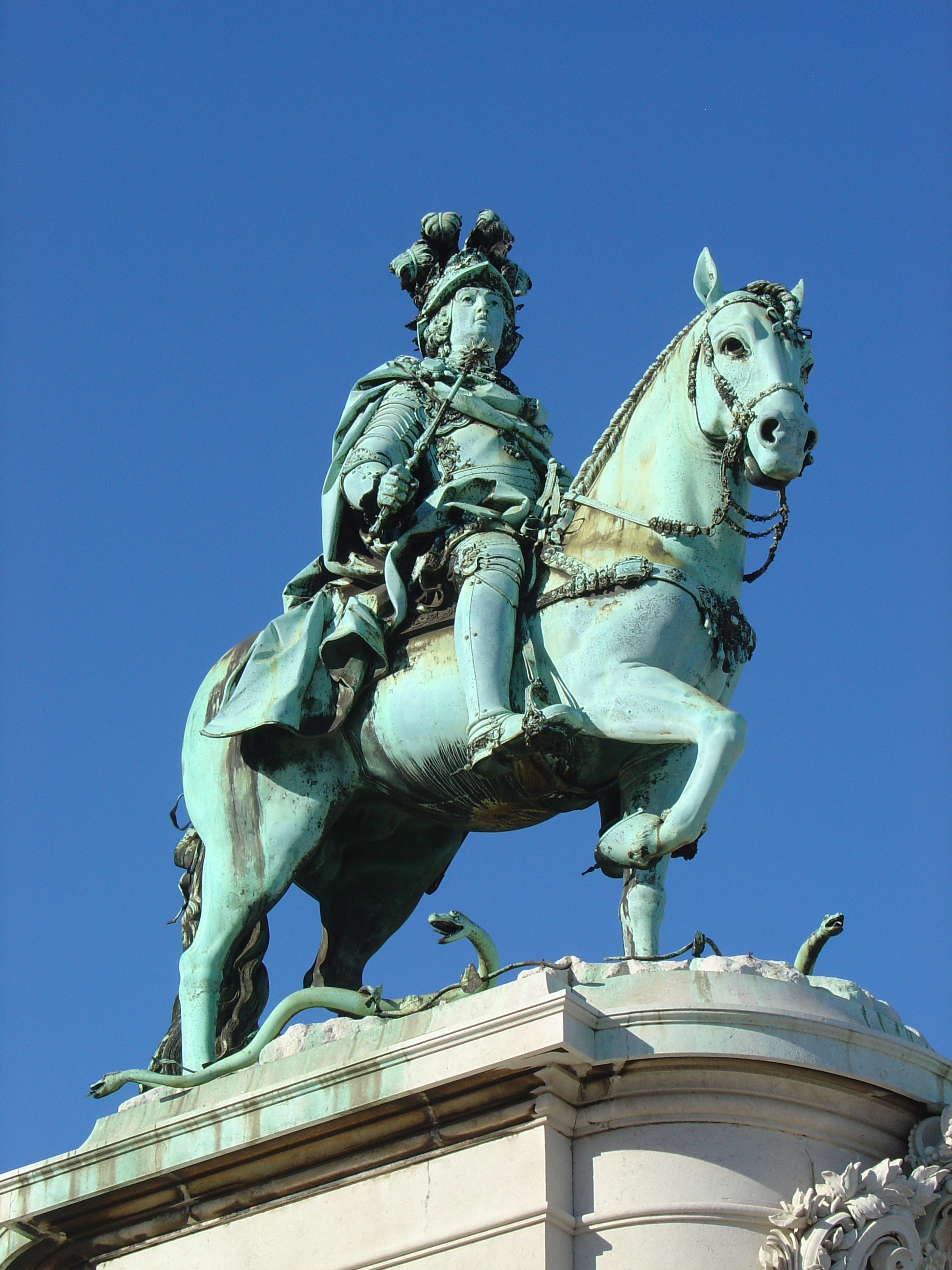
Statue équestre de Joseph Ier de Portugal par Joaquim Machado de Castro, Praça do Comércio (Lisbonne)

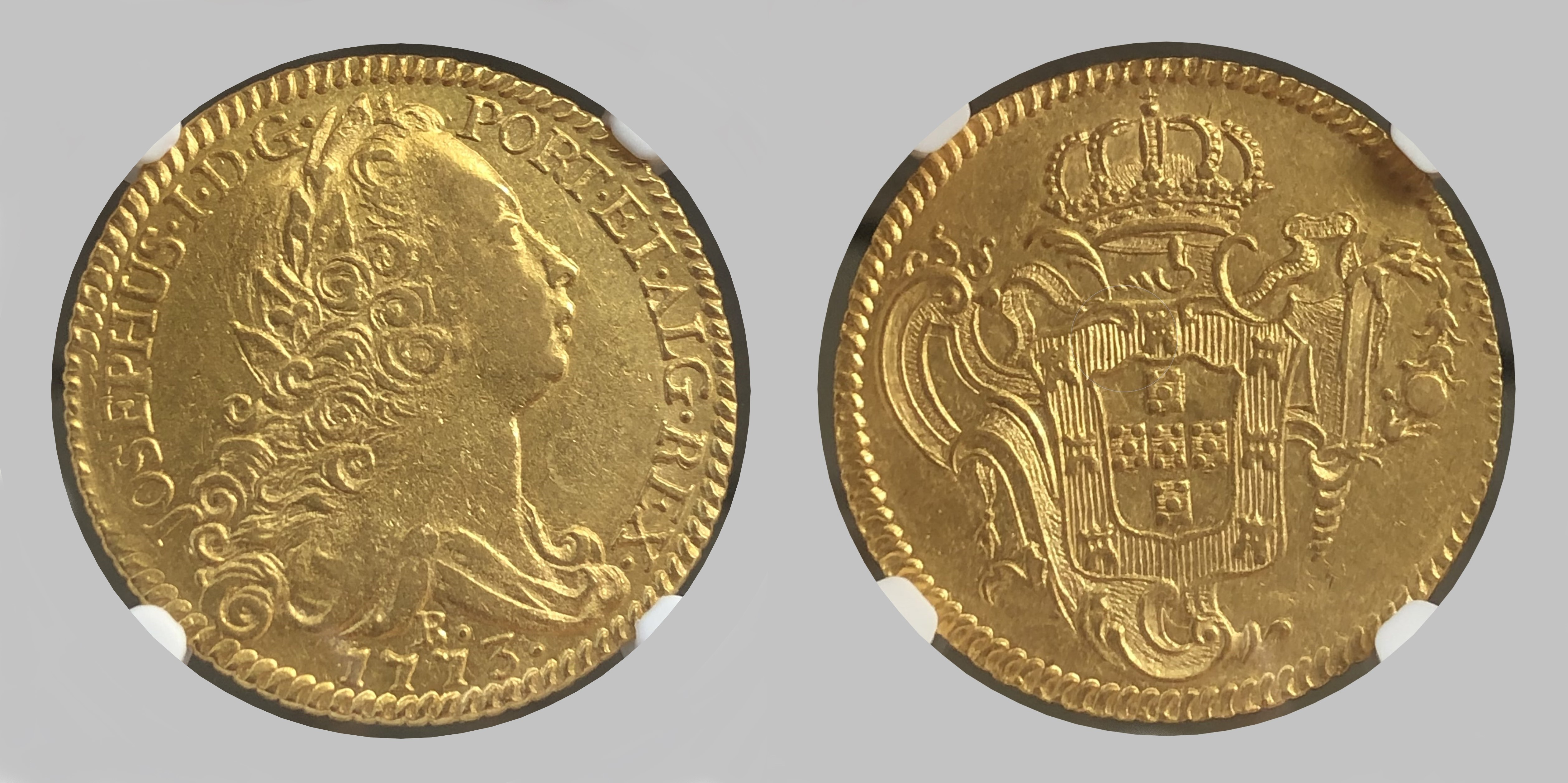
6400 réis à l'effigie de Joseph Ier, 1773 (Brésil).

Joseph accède au trône en 1750, à l'âge de 36 ans . À son avènement, il appelle au pouvoir Sebastião José de Carvalho e Melo qu'il fait marquis de Pombal en 1770 .
Le traité de Madrid de 1750 rectifie les frontières des empires coloniaux de l'Espagne et du Portugal en Amérique du Sud, mais provoque l'opposition des Amérindiens des réductions jésuites, ce qui conduit à la guerre des Guaranis.

### Tremblement de terre de Lisbonne

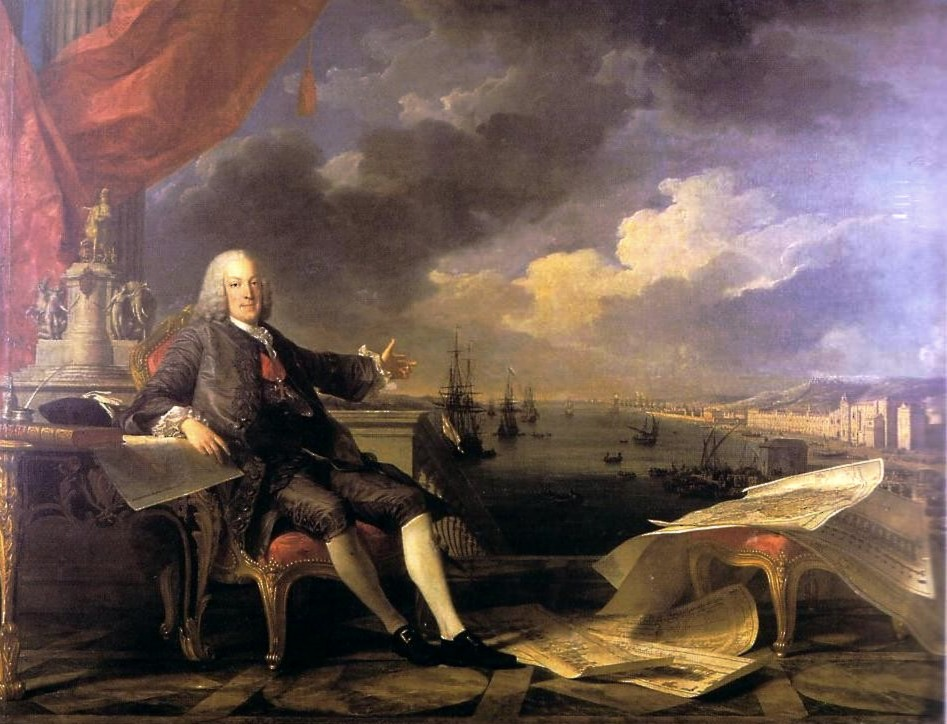
Le Marquis de Pombal et la ville de Lisbonne par Louis-Michel van Loo et Claude Joseph Vernet.

Le 1er novembre 1755, Lisbonne est presque totalement détruite par un tremblement de terre, parmi les plus destructeurs et les plus meurtriers de l'histoire. Le séisme aurait fait entre 30 000 et 40 000 morts. La famille royale survit cependant à l'effondrement de son palais. La nouvelle de la catastrophe émeut l'Europe entière. Voltaire compose un Poème sur le désastre de Lisbonne. Les fonds affluent pour rebâtir la ville, qui sera reconstruite sur un plan rectiligne s'ordonnant autour de la place Terreiro do Paço ornée de la statue équestre du roi Joseph.
À cette époque, et sous la direction du Marquis de Pombal, commence le modèle de construction de bâtiments appelé Gaiola, dans lequel tous les ouvrages sont construits à partir d'une structure en bois, semblable à une cage. À partir de cette période, tous les bâtiments sont obligés de respecter cette norme, afin de rendre les bâtiments résistants aux tremblements de terre, en raison de leur flexibilité.
Les premiers bâtiments équipés de leur propre assainissement apparaissent également, grâce à des canalisations reliées directement au fleuve, et les rues acquièrent des dimensions d'environ 20 mètres de large - pour les routes principales - une caractéristique inédite.

### Procès des Távora

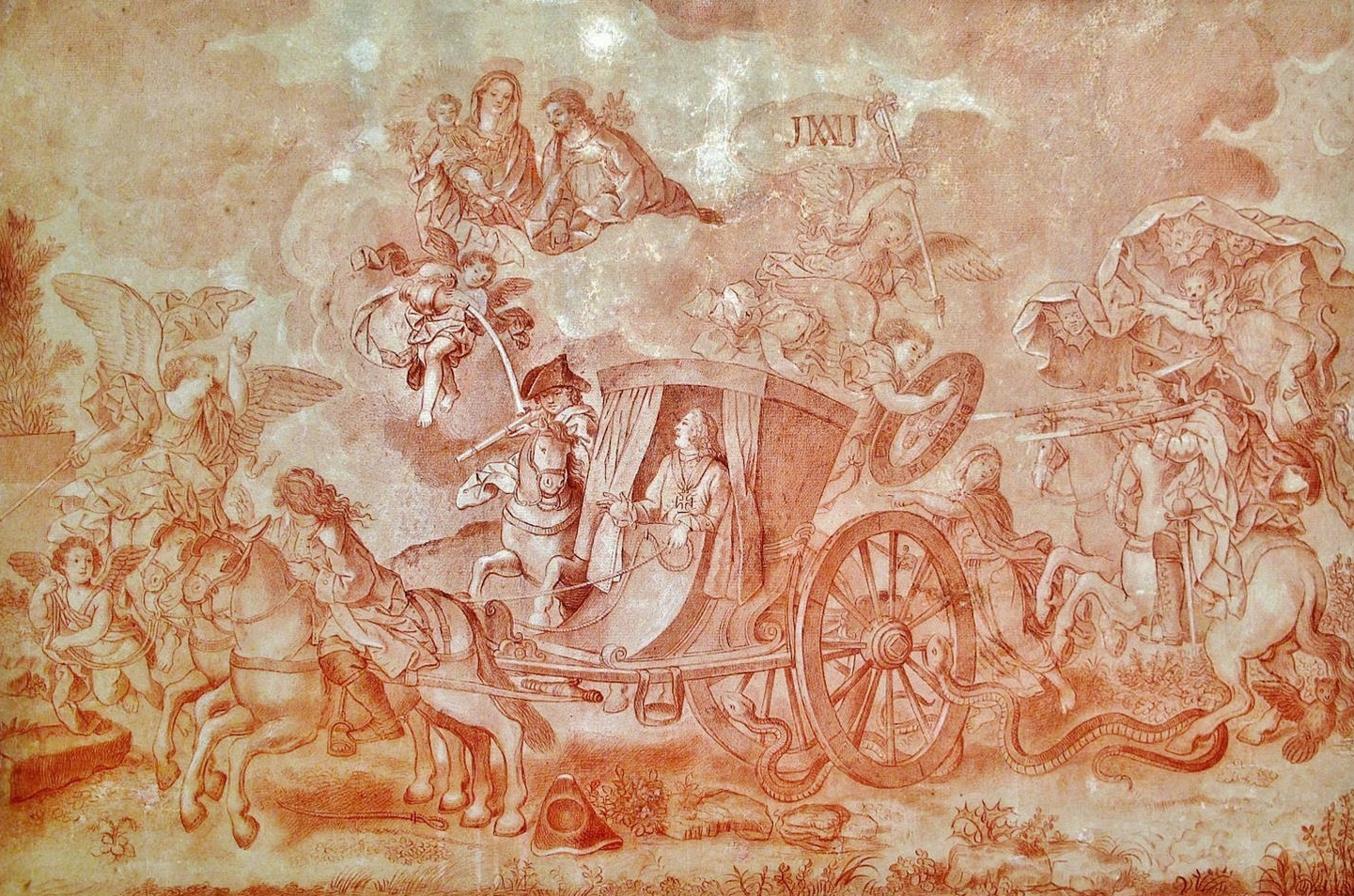
L'attaque subie par le roi Joseph Ier en 1758.

Le 3 septembre 1758, le roi échappe à une tentative d'assassinat, qui aurait été organisée soi-disant par la famille Távora, qui s'est jugée outragée par l'attitude du souverain envers elle : Joseph Ier a pris la femme d'un des Távora comme favorite . Le 13 décembre, s'ouvrent le procès des Távora : les auteurs et les complices du régicide sont arrêtés, onze d'entre eux sont exécutés publiquement le 13 janvier 1759, dont le duc d'Aveiro, le marquis et la marquise de Távora, leur fils, ainsi que le comte d'Atoguia. Leurs corps sont brûlés, la terre salée, leurs biens confisqués et leurs noms effacés,.
Cette exécution est unique dans l'Europe des Lumières : le scandale est énorme (la famille sera réhabilitée par la reine Marie Ire le 23 mai 1781). La noblesse, en état de choc, renonce à manifester publiquement son opposition. Sebastião José de Carvalho e Melo, qui sera titré juste après ces événements marquis de Pombal, en profite également pour combattre les jésuites qui auraient été informés du projet et se seraient ainsi compromis avec les milieux nobiliaires. Le prétexte invoqué est la publication par le Père Gabriel Malagrida, supérieur de la Compagnie, d'un ouvrage soupçonné d'hérésie. Il est arrêté avec deux de ses compagnons, livré au tribunal de l'Inquisition, soumis à la torture puis, ayant passé aux aveux, livré au bûcher le 21 septembre 1761 ,,. Tous les membres de la Compagnie de Jésus sont expulsés du Portugal .

### Guerre hispano-portugaise de 1762-1763

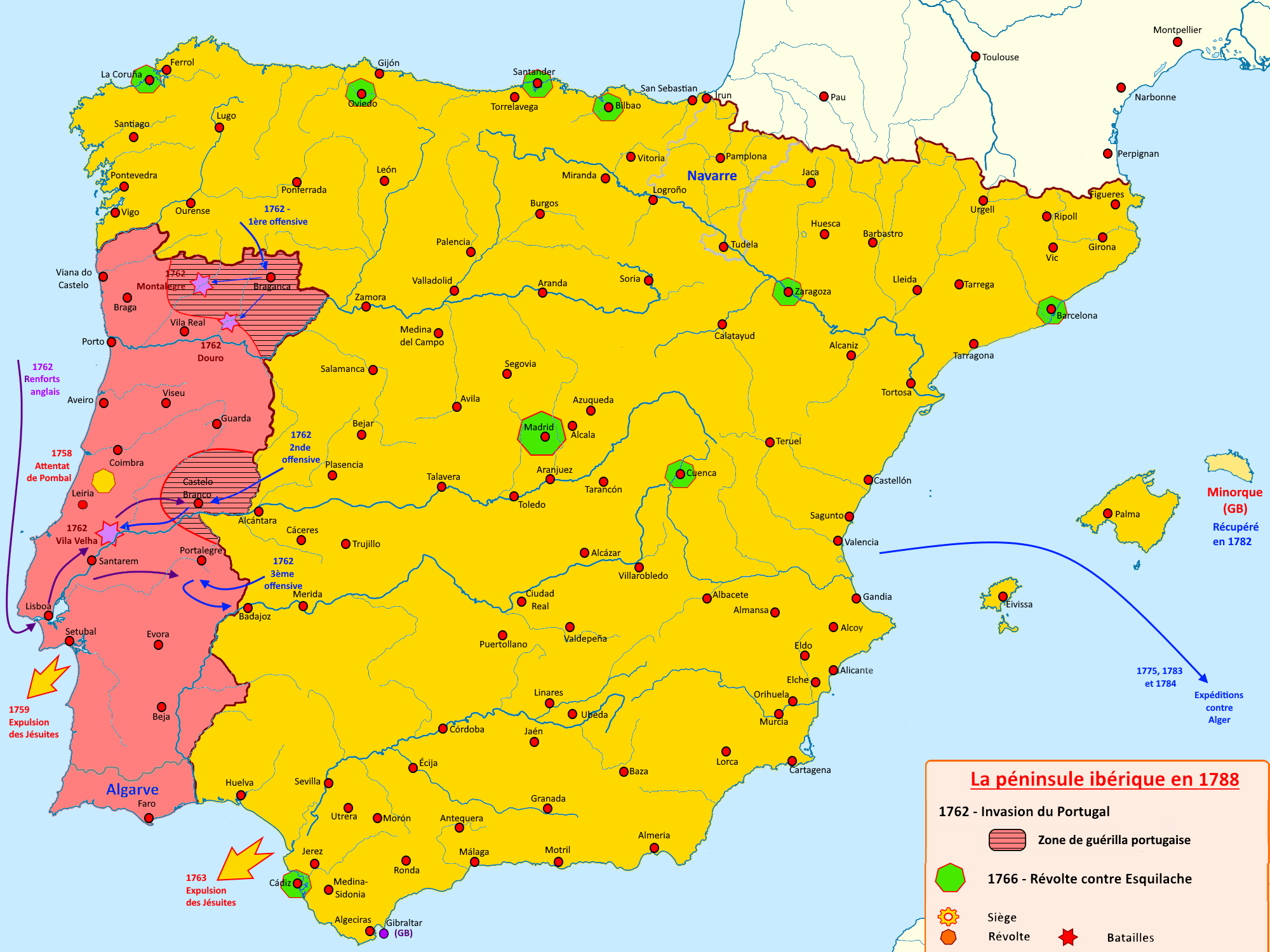
Le Portugal sous le règne de Joseph Ier

La France et l'Espagne envoient un ultimatum ordonnant aux Portugais de fermer leurs ports aux navires britanniques. Face à leur refus, le 4 janvier 1762, l'Espagne déclare la guerre au Portugal qui entre dans la guerre de Sept Ans.
Les Portugais demandent l'aide de la Grande-Bretagne qui envoie une force de 7 104 hommes dirigée par John Campbell, 4e comte de Loudoun, et John Burgoyne, ainsi que par le chef militaire exceptionnel Frédéric-Guillaume de Schaumbourg-Lippe, qui réforme l'armée portugaise et mène les forces alliées de 14 à 15 000 hommes dans une guerre victorieuse.
Les envahisseurs bourboniens, d'abord dirigés par Nicolás de Carvajal, marquis de Sarriá, puis par Pedro Pablo Abarca de Bolea, comte d'Aranda, sont vaincus trois fois par une combinaison de soulèvements populaires,. La stratégie de la terre brûlée et les mouvements d'encerclement des troupes régulières anglo-portugaises qui, comme la milice, utilisent habilement le terrain montagneux à leur avantage, mènent à la victoire. Les troupes espagnoles et françaises subissent des pertes énormes lorsqu'elles sont chassées du Portugal.
Comme le résume l'historien Walter Dorn :

« … Effort des puissances bourboniennes pour mettre en place les prémices d'un « système continental » en envoyant une sommation au Portugal de fermer ses ports aux navires britanniques et d'exclure les Anglais du commerce avec le Brésil. Mais le ministre portugais, le marquis de Pombal, refusa et, avec l'aide du comte Lippe et du général anglais Burgoyne, brisa l'offensive de l'armée d'invasion espagnole. Pedro Pablo Abarca de Bolea (comte d'Aranda), le général espagnol, fut contraint de battre en retraite en disgrâce. Avec l'échec total de la machine de guerre espagnole partout, tous les espoirs qu'Étienne François, duc de Choiseul (ministre français) avait placés dans l'alliance espagnole s'évanouirent. « Si j'avais su », écrit-il, « ce que je sais maintenant, j'aurais été très prudent pour faire entrer en guerre une puissance qui, par sa faiblesse, ne peut que ruiner et détruire la France » . »

— Dans Concurrence pour l'Empire, 1740–1763
En Amérique du Sud, la guerre se termine de manière indécise; les Portugais prennent des territoires à l'Espagne (la majeure partie de la vallée du Rio Negro) et vainquent une invasion espagnole du Mato Grosso, tandis que l'Espagne conquiert la Colonia del Sacramento et le vaste territoire du Rio Grande do Sul (1763).
Le Traité de Paris (1763) rétablit le « statu quo ante bellum ». Le riche et vaste territoire du Rio Grande do Sul est repris à l'armée espagnole lors de la guerre non déclarée de 1763-1777,,,.

### Décès et succession
Le roi Joseph Ier meurt le 24 février 1777 à l'âge de 62 ans. Sa fille aînée Marie Ire  lui succède conjointement avec son époux Pierre III. Sa première décision est de révoquer le marquis de Pombal.

## Descendance
Le 19 janvier 1729, Joseph épouse la princesse Marie-Anne-Victoire d'Espagne, fille de Philippe V et de sa deuxième épouse Élisabeth Farnèse, union d'où naissent quatre filles ainsi que quatre mort-nés. De leurs quatre filles, seule l'aînée a des enfants,:
1. Marie-Françoise, qui devient reine sous le nom de Marie Ire (1734-1816), épouse en 1760 son oncle, Pierre de Portugal (1717-1786)
2. Marie-Anne-Françoise de Portugal (1736-1813)
3. Fils mort-né (février 1739)
4. Marie-Dorothée de Portugal (1739-1771)
5. Fille mort-née (7 mars 1742)
6. Fille mort-née (15 octobre 1742)
7. Fille mort-née (mai 1744)
8. Bénédicte de Portugal (1746-1829), en 1777 elle épouse son neveu, Joseph de Portugal, prince du Brésil (1761-1788)

## Titre complet
Sa Majesté Très Fidèle Dom Joseph Ier, Roi de Portugal et des Algarves, de chaque côté de la mer en Afrique, duc de Guinée et de la conquête, de la navigation et du commerce d'Éthiopie, d'Arabie, de Perse et d'Inde par la grâce de dieu